# Beleg van Libyaeum (276 v.Chr.)
Het Beleg van Libyaeum vond plaats in 276 v.Chr. tijdens de Pyrrhische Oorlog. Pyrrhus, de koning van Epirus belegerde de Carthaagse stad Libyaeum. Het verlies van Libyaeum zou voor de Carthagers de doodsteek zijn geweest van hun invloed op Sicilië, maar kon deze niet innemen.

## Achtergrond
De Carthagers, zich bewust van het belang van dit fort, stuurden een verzoek om hulp naar Carthago, dat veel mannen en belegeringsmachines stuurde. Gezien de positie van de stad, die zich dicht bij de zee bevond, besloten de Carthaagse generaals om muren te bouwen. De Carthagers vroegen Pyrrhus om vrede, maar Pyrrhus verwierp dit. Hij zei dat de enige voorwaarde was dat de Carthagers Sicilië en al hun bezittingen zouden verlaten.Dit verzoek werd natuurlijk niet aanvaard door de Carthagers.

## Verloop
Pyrrhus begon de aanvallen, maar de Carthagers bleven zich moedig verzetten tegen zijn aanvallen. De belegeringsmachines die Pyrrhus had meegebracht konden ook geen doorbraak forceren.
Nadat de stad twee maanden belegerd was, verloor Pyrrhus de hoop en trok zich terug.

## Gevolgen
Ondanks de nederlaag wilde Pyrrhus de oorlog nu naar Afrika brengen, naar het voorbeeld van Agathocles van Syracuse. Het gebrek aan scheepsbemanningen dwong Pyrrhus om deze te ronselen op Sicilië. Omdat hij zich steeds meer als een tiran begon te gedragen, werd de bevolking van Sicilië vijandig tegenover hem. Pyrrhus trok zich terug en keerde terug naar Italië voor zijn oorlog tegen de Romeinen.